# Cakaudrove
Cakaudrove é uma das três províncias da Divisão do Norte, das Fiji. Faz parte da ilha de Vanua Levu. Ocupa ainda as ilhas de Taveuni, Rabi, Kioa e outras ilhas do arquipélago de Vanua Levu. A cidade mais importante desta província é a cidade de Savusavu, com 4.962 habitantes de acordo com o censo de 1996.